# Tickencote
Tickencote is een civil parish in het bestuurlijke gebied Rutland, in het Engelse graafschap Rutland met 67 inwoners.